# Шемтов, Лия
Лия Шемтов (урождённая Лия Давидовна Шрага, ивр. ליה שמטוב‎; род. 25 мая 1958, Черновцы) — израильский политик, депутат кнессета 17-го и 18 созывов от фракции «Наш дом Израиль» («НДИ»). С мая 2012 года — вице-председатель кнессета.

## Биография
Лия Шемтов родилась 25 мая 1958 года в городе Черновцы (Украинская ССР). Её родители, Давид Шрага и Эстер Горальник, происходили из Бельц. Училась по специальности «Электронная техника» в Черновицком государственном университете. В 1980 году с семьёй репатриировалась в Израиль.

### Трудовая деятельность
- С 1990 по 2003 год работала в компании «Амидар».
- С 2003 по 2006 год — заместитель мэра города Нацерет-Иллит.

## Общественная работа
С 1998 по 2003 год — член городского совета города Нацерет-Иллит.

### Карьера в партии и политике
В партию «Наш дом Израиль» Лия Шемтов вступила в 1999 году. 

На выборах 2006 года в партийном списке партии «Наш дом Израиль» она баллотировалась в кнессет 17-го созыва и стала депутатом. Лия Шемтов продолжила свою работу и в кнессете 18-го созыва.
В мае 2012 стала одной из вице-спикеров кнессета.

### В кнессете
- Кнессет 17 (с 17 апреля 2006 года по 24 февраля 2009 года)
- Кнессет 18 (с 24 февраля 2009 года)

### Фракции
- Кнессет 17 — «Наш дом Израиль»
- Кнессет 18 — «Наш дом Израиль»

### Деятельность в комиссиях
- Кнессет 17
  - Член комиссии кнессета
  - Член комиссии по вопросам алии, абсорбции и диаспоры
  - Член комиссии по поддержке статуса женщины
  - Председатель комиссии по поддержке статуса женщины
  - Член комиссии по науке и технологии
  - Член комиссии по труду, благосостоянию и здравоохранению
  - Член подкомиссии по борьбе с торговлей женщинами
- Кнессет 18
  - Председатель комиссии по вопросам алии, абсорбции и диаспоры
  - Член комиссии по науке и технологии
  - Член комиссии по вопросам алии, абсорбции и диаспоры
  - Член финансовой комиссии
  - Председатель финансовой подкомиссии по малому и среднему бизнесу

### Другие должности
- Кнессет 17
  - Председатель лобби в защиту общих инвалидов в Израиле
  - Председатель лобби по борьбе с результатами программы «Висконсин»
  - Председатель лобби по борьбе за права рабочих у подрядчиков
  - Член лобби в интересах репатриантов из Эфиопии
  - Член лобби в пользу Иерусалима
  - Член лобби в интересах общества и окружающей среды
  - Член муниципального лобби в кнессете Израиля
  - Член лобби в пользу выселенных из Гуш-Катиф
  - Член лобби в защиту прав человека
  - Член лобби для укрепления сотрудничества во внешней торговле между Израилем, странами СНГ и восточной Европы
- Кнессет 18
  - Председатель лобби в интересах охранников, службы безопасности и ответственных за безопасность лиц
  - Председатель зелёного лобби в кнессете
  - Председатель лобби в пользу Галилеи и Негева
  - Председатель лобби для сохранения культуры языка идиш
  - Председатель лобби в поддержку здоровья матери и ребёнка
  - Председатель лобби в поддержку предприятий, работающих для защиты природы
  - Председатель лобби в поддержку выкупа еврейскими организациями земли у арабов
  - Председатель лобби для усиления связей и отношений с христианами-евангелистами
  - Член лобби в пользу местных властей

### Голодовка в знак протеста
15 ноября 2011 года Лия Шемтов объявила о начале бессрочной голодовки в знак протеста против условий труда наёмных работников через посреднические фирмы. Шемтов требовала немедленного созыва комиссии кнессета по благосостоянию и трудоустройству для обсуждения её законопроекта, посвященного этой проблеме.

## Личная жизнь
Замужем. Двое детей. Проживает с семьёй в Нацерет-Иллите.